# Tọa độ chết (phim)
Tọa độ chết (tiếng Nga: Координаты смерти) là bộ phim nói về một giai đoạn trong cuộc Chiến tranh Việt Nam. Đây là thành quả hợp tác hữu nghị của hai nền điện ảnh Liên Xô và Việt Nam.

## Nội dung
Các sự kiện miêu tả trong bộ phim, diễn ra vào cuối thập niên 60 đầu thập niên 70 của cuộc chiến tranh Việt Nam. Quân đội Mỹ đang liên tục ném bom các thị trấn, đột nhập các làng mạc và gia đình hẻo lánh, giết chết phụ nữ và trẻ em ở miền bắc Việt Nam. Hầu hết các tàu thuyền của các thương gia Châu Âu đã rời khỏi các bờ biển của Bắc Việt Nam. Tuy nhiên, con tàu "Chelyabinsk" chở hàng khô của Liên Xô kiên quyết không rời khỏi bờ biển Việt Nam mặc dù quân đội Hoa Kỳ đã ra tối hậu thư.

## Kĩ thuật
Bộ phim được thực hiện chủ yếu tại Hà Nội, Hải Phòng và Tây Nguyên năm 1985.

### Sản xuất
- Âm nhạc: Yevgeny Krylatov
- Âm thanh: Boris Koreshkov, Nguyễn Quốc Cẩn
- Dựng phim: Tatyana Malyavina, Nguyễn Thị Ninh
- Thiết kế mĩ thuật: Pyotr Pashkevich, Đào Đức

### Diễn xuất
- Aleksandr Galibin... Ilya Krutin (kỹ sư dân sự, chiến sĩ đặc công Xô viết)
- Lê Vân... Mai
- Đặng Lưu Việt Bảo... Phong
- Tatyana Lebedeva...  Kate Francis (diễn viên, ca sĩ Mỹ, lấy nguyên mẫu từ Jane Fonda)
- Yury Nazarov... Thuyền trưởng Yury Shukhov
- Daniil Netrebin
- Rudolf Pankov
- Nguyễn Huy Công... lão dân quân
- Hoàng Uẩn
- Thu An
- Mai Châu
- Nguyên Hải

## Sản xuất
Toàn bộ bối cảnh phim được thực hiện ở Hà Nội và những thắng cảnh đẹp nhất Việt Nam như Tây Nguyên, vịnh Hạ Long, rồi cả bến cảng Hải Phòng. Bộ phim có nhiều phân đoạn khá phức tạp như phi công Mỹ bị bắn rơi, máy bay cháy rơi xuống biển, lửa thiêu làng mạc, bộ đội,... Tham gia đảm nhận các vai phụ còn có một số chuyên gia Liên Xô hiện đang công tác tại Việt Nam (trong vai phi công Mỹ).
Trong phim có sử dụng hai ca khúc chủ đề, xuất hiện ở đầu và cuối phim. Đó là Mùa xuân (sáng tác của nhạc sĩ Phạm Minh Tuấn và "The land of Vietnamese" (một ca khúc phản chiến, xuất hiện khi cô ca sĩ Kate Francis đệm guitar và hát).

## Liên kết
- Thông tin trên RusKino
- Thông tin trên KinoPoisk
- Thông tin trên KinoExpert
- Thông tin trên Kino-Teatr